# Renault 5 Turbo
 (mars 2022).
Si vous disposez d'ouvrages ou d'articles de référence ou si vous connaissez des sites web de qualité traitant du thème abordé ici, merci de compléter l'article en donnant les références utiles à sa vérifiabilité et en les liant à la section « Notes et références ».
 (mars 2022).
La Renault 5 Turbo est une voiture de sport des années 1980 dérivée de la Renault 5. Elle possède un moteur en position centrale-arrière développant 160 ch, d'une cylindrée de 1 397 cm3 suralimenté par turbocompresseur. Elle se distingue tant sur la route qu'en compétition notamment en FIA Groupe 4 puis Groupe B. Certains amateurs la considèrent comme le « premier custom de série ».

## Genèse
En 1977, le projet 822 naît de l'imagination de Jean Terramorsi, sous-directeur à la direction du produit, chargé des petites séries à l'usine Alpine de Dieppe et d'Henry Lherm, son jeune adjoint. Ce véhicule est destiné à dynamiser  les ventes de la Renault 5 de base et doit aussi répondre à un cahier des charges précis pour s'inscrire en compétition en FIA Groupe 3 et Groupe 4. Les deux chargés de projet réussissent à convaincre la direction d'étudier ce projet, dont l'étude est effectuée à Dieppe, chez Renault Sport avec l'aide de la société Alpine Renault, de la Régie Renault et du BEREX (Bureau d'Étude et de Recherches EXploratoires).
Le style est confié à Yves Legal, tandis que Serge Masset et Philippe Chasselut sont chargés du moteur. Finalement, l'étude du prototype roulant est réalisée par Joël Michel. Le premier prototype subit de nombreuses évolutions et fait l'objet de nombreuses configurations et motorisations. Ce prototype noir (châssis 822-01) roule pour la première fois dans la nuit du 9 mars 1978. Partie d'une coque nue, l'équipe du Berex modifie l'arrière de la Renault 5 afin d'y loger le moteur de la Renault 5 Alpine équipé d'un turbocompresseur et de la boîte de vitesses de la R30 TX avec un couple conique plus court. Ses 1 397 cm3 suralimentés font entrer la future R5 Turbo dans la catégorie des moteurs 2 litres en compétition. Le poids, capital pour ce genre de véhicule, doit être contenu à 950 kg et fait l'objet de nombreuses recherches.
Une première maquette, sans moteur, est présentée au public du Salon de l'auto de Paris en octobre 1978. Deux versions de pré-série, légèrement différentes de la version définitive, sont présentées à la presse internationale. La version finale est dévoilée au Salon de l'auto de 1980, aux côtés de la R5 Alpine Turbo et de la R18 Turbo.
En 1985, la Renault Super 5 GT Turbo la remplace et gagne deux titres au championnat du monde des rallyes.

## Caractéristiques

### Groupe motopropulseur
Plusieurs moteurs ont été étudiés pour équiper la R5 Turbo, dont le fameux V6 PRV et le 2 litres de la R20. Le moteur retenu est le petit « Cléon-Fonte » de la R5 Alpine (conçu par l'ingénieur René Vuaillat, monté sur la Renault Floride S  ainsi que sur la Renault 8) dans une version suralimentée et placé en position centrale-arrière.
Ce petit moteur de 1 397 cm3 (type 840-30 turbo) est un 4 cylindres en ligne à arbre à cames latéral et entraîné par chaîne. Il est alimenté par une injection mécanique Bosch K-Jetronic. La culasse en aluminium à chambre hémisphérique avec soupapes en V est dérivée de la R5 Alpine. Toutefois, la circulation des fluides dans la chambre est modifiée afin de placer la pompe à eau de l'autre côté du moteur, tandis que l'allumage est transistorisé sans rupteur.
La suralimentation s'effectue grâce à un turbocompresseur Garrett de type t3. L'air admis, refroidi par un échangeur air/air, fera l'objet de nombreux développements sur les versions spéciales. Pour accepter la suralimentation qui est de 860 g/cm2 maximum sur la version de série (soit 0,860 bar), le moteur a dû être décomprimé par rapport à la version atmosphérique, faisant descendre le rapport volumétrique à 7 : 1 au lieu de 8,6 : 1.
L'embrayage de 190 mm de diamètre est de type bi-disques amortis à commande hydraulique. La boîte de vitesses (type 369), située derrière le moteur, est dérivée de celle de la R30 TX. Il s'agit d'une boîte à carter en aluminium à 5 rapports synchronisés plus une marche arrière. Le couple conique spécifique a 35 dents sur la couronne et 9 dents sur le pignon d'attaque[pas clair], d'où un rapport de 3,889:1.
|                | Nombre de dents | Rapport   |
| -------------- | --------------- | --------- |
| 1re vitesse    | 37/11           | 3,364 : 1 |
| 2e vitesse     | 35/17           | 2,059 : 1 |
| 3e vitesse     | 29/21           | 1,381 : 1 |
| 4e vitesse     | 37/35           | 1,057 : 1 |
| 5e vitesse     | 33/38           | 0,868 : 1 |
| Marche arrière | 35/11           | 3,182 : 1 |

### Châssis
La coque est prélevée sur les chaînes de montage des Renault 5 classiques, puis modifiée chez Heuliez à Cerisay afin de recevoir la partie arrière du châssis qui supportera le groupe motopropulseur, avant de rejoindre pour l'assemblage l'usine Alpine-Renault de Dieppe, sur la même chaîne que les A310.
Les premiers millésimes, 1981 et 1982, reçoivent un pavillon et des ouvrants spécifiques en aluminium. Les millésimes suivants prennent l'appellation « Turbo 2 » et sont équipés des mêmes ouvrants que les Renault 5 à 3 portes de série. Afin d'améliorer la rigidité de l'avant et réussir l'épreuve de crash-test frontal malgré l'absence du groupe motopropulseur, un tube en fibre de verre est placé dans le capot avant, à côté du radiateur d'eau et du système de freinage.

### Trains roulants
Le train avant est un mélange de pièces de série et de nouvelles pièces. Il est constitué de double triangles superposés de Renault 5. Contrairement aux Renault 5 Alpine et Renault 5 Alpine Turbo, le triangle supérieur n'est pas renforcé par une tôle supplémentaire, n'ayant pas à supporter le poids du groupe motopropulseur.
Toutefois, la barre de torsion longitudinale et les barres stabilisatrices présentent un diamètre supérieur. Le pivot est identique, mais le moyeu et les freins sont spécifiques, comme le train arrière — repris de la deuxième version de l'Alpine A310, de type double triangles superposés à amortisseurs télescopiques et ressorts hélicoïdaux. Une barre stabilisatrice est installée. Contrairement au train avant, c'est le triangle supérieur qui est porteur.
On trouve des jantes à 4 écrous avec un entraxe de 4*98 (type Fiat - Alfa Roméo - Lancia). Ces jantes (en version Turbo 2), de même que le train arrière et une partie du train avant, ont été repris de l'Alpine A310 V6 de 2e série.

### Système de freins
Le système de freinage a été développé spécialement pour le véhicule. Les disques, ventilés à l'avant comme à l'arrière, sont pincés par des pistons spécifiques.
Les fonderies des disques sont celles des Citroën CX percées de 4 trous de boulons de roues au lieu de 5, et les étriers sont ceux des Renault 20. Deux petits étriers additionnels assurent le freinage de parking sur les modèles de série.

## Variantes et versions
La Renault 5 Turbo a connu des évolutions au fil de ses millésimes, ainsi que certaines extrapolations sportives. Son code "service des mines" est  le R8220.

### La Renault 5 Turbo 1981 - 1982
La Renault 5 Turbo première version est parfois dénommée Turbo 1, par opposition à la Turbo 2, toutefois ce nom n'est pas officiel. Elle dispose d'un intérieur signé Bertone ainsi que d'ouvrants et d'un pavillon en aluminium. Les deux principales couleurs disponibles sont le rouge grenade et le bleu olympe, les intérieurs présentent des sièges et un tableau de bord bleus sur moquette rouge, ou rouge sur moquette bleue. La troisième couleur, plus rare, est un gris argent métallisé sur une carrosserie agrémentée d'éléments plastiques (pare-chocs, bas de caisse, tour de toit...) du même bleu mat que celle de couleur bleu olympe. La fabrication officielle débute le 20 juillet 1980, millésimée 1981. Le millésime 1982 voit apparaître de nouvelles teintes de carrosserie plus classiques dont un blanc nacré, un bleu nuit métallisé, un marron métallisé, entre autres, avec un intérieur beige/fauve ou gris et noir. La production s'élève à 1690 R5 Turbo.
Les catégories historiques nouvellement créées ont permis à ces célèbres voitures de revenir sur les événements et compétitions internationales.

### La Renault 5 Turbo 2 1983 - 1985

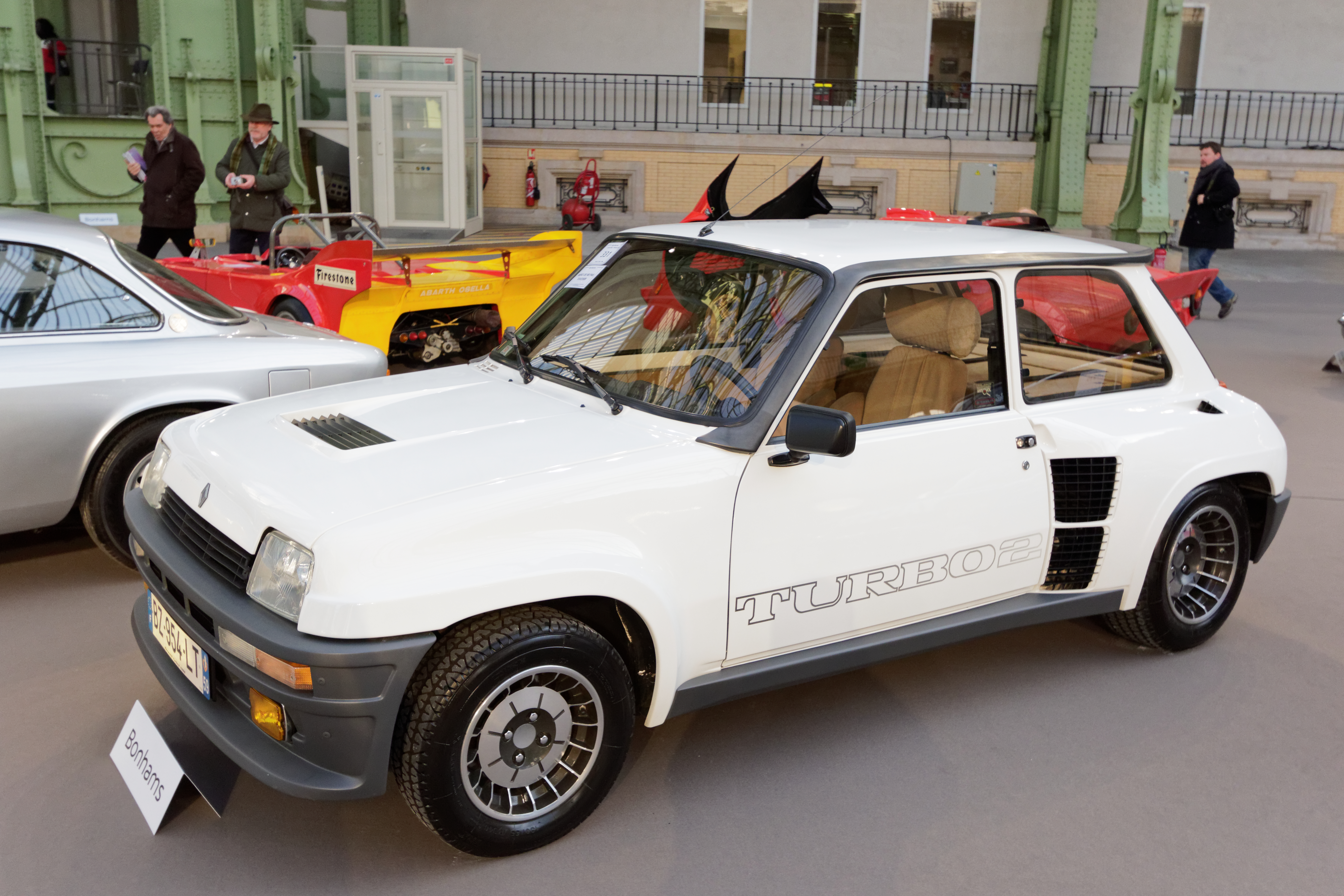
Renault 5 Turbo 2.

La Renault 5 Turbo 2 est présentée au salon de Paris en 1982. Pour des raisons économiques, cette nouvelle version (aux performances identiques à la Turbo 1 mais à un prix 25 % inférieur, 95 000 francs au lieu de 125 000 francs) est équipée de l'intérieur de la Renault 5 Alpine Turbo qui remplace celui futuriste signé Bertone. La tôle d'aluminium des portes et du toit est remplacée par de l'acier. La production de Turbo 2 s'élève à 3 167 exemplaires, soit un total de 4 857 R5 Turbo auquel s'ajoutent quelques R5 Turbo de compétition non homologuées. Contrairement aux premières versions rouges et bleues (qui arboraient des pare-chocs, un bas de caisse et un tour de toit assortis rouge mat ou bleu mat, ainsi que les parties peintes des jantes aluminium), les R5 Turbo 2 arborent ces éléments peints en gris anthracite, comme les R5 Turbo de 1982 aux teintes "classiques".

#### Version1 430cm3
Pour des raisons d'homologation en groupe B de l'évolution dite "Maxi 5 Turbo", 200 R5 Turbo 2 ont été construites à la fin de l'année 1984, bien qu'elles n'aient fait l'objet d'aucune commande de clients. Ces voitures, de type 8221 pour le Service des Mines, étaient destinées à faire passer la Maxi 5 Turbo dans une catégorie de véhicules autorisée à chausser des pneus plus larges. Cette série de voitures possède le pavillon en aluminium et le moteur C7K-700 de 1 430 cm3 à la puissance et au couple légèrement modifié par rapport au 1397 cm3 .

## Versions spéciales
Renault commercialise plusieurs versions de la R5 Turbo destinées à la compétition, l'intention du constructeur étant de l'inscrire en compétition en FIA Groupe 4 puis en FIA Groupe B. Deux versions « compétition-client » ont ainsi été développées en plus des versions "usine".

### Type Cévennes "compétition-client" et "usine"
Avec le moteur d'origine, Renault innove en plaçant de nouveaux éléments comme un échangeur air/air plus épais, une nouvelle tête d'allumeur ou un ventilateur optionnel sur l'échangeur modifié (par les soins du client en version "KIT").
La R5 Turbo type "Cévennes" est la première version « compétition-client ». Elle est commercialisée en vingt exemplaires par Renault Sport à partir de juin 1981 et est destinée à courir en FIA Groupe 4. Elle est baptisée ainsi pour célébrer la deuxième place de Jean Ragnotti en 1980 dans ce rallye. Seul le coloris jaune Renault à l'extérieur et noir à l'intérieur est disponible.
Il existe également un kit de compétition pour Renault 5 Turbo de série nécessitant environ 300 heures de travail de montage. Les premières modifications portent sur l'allègement, le renforcement et la sécurité. La Renault 5 Turbo de série perd tous ses matériaux insonorisants mais conserve les isolants thermiques, les ailes avant, arrière et le capot qui sont allégés ; les commandes de lève-vitre deviennent mécaniques.
Comme pour les autres versions spécifiques, la caisse est renforcée "asphalte" avec un arceau de sécurité 10 points homologué, installé d'origine par Renault Sport. On trouve aussi des sièges baquets légers de type "Stand 21", deux harnais, un volant et un moyeu de type "Moto-Lita".
Au niveau des trains roulants, les triangles sont rotulés et les suspensions deviennent des combinés ressort-amortisseur double effet, réglables. La barre stabilisatrice avant est d'un diamètre supérieur et les paliers de fixation sont plus rigides. La direction aussi est plus directe et une bague de palier en bronze vient rigidifier l'ensemble, aidée par des biellettes de maintien.
Au niveau du groupe motopropulseur, les supports moteurs et les supports de boîte sont plus rigides. Même si la puissance est identique à celle du véhicule d'origine, un échangeur air/air spécifique permet l'adaptation d'un kit 185 chevaux commercialisé par Renault Sport, complété par un doseur et un enrichisseur pleine charge Bosch. La boîte de vitesses reçoit un auto-bloquant Z.F. et des pignons spécifiques, ainsi qu'un collecteur d'échappement "4 en 1" et des pistons forgés. La puissance est portée à  200 ch.
|             | Nombre de dents | Rapport  |
| ----------- | --------------- | -------- |
| 1re vitesse | 39/12           | 3,25 : 1 |
| 2de vitesse | 38/17           | 2,25 : 1 |
| 3e vitesse  | 34/21           | 1,62 : 1 |
| 4e vitesse  | 30/24           | 1,25 : 1 |
| 5e vitesse  | 29/28           | 1,04 : 1 |

Des freins à disques ventilés et percés remplacent les freins ventilés d'origine avec un maître-cylindre spécifique et un répartiteur manuel placé dans l'habitacle.
Des modifications électriques sont effectuées pour les spécificités du rallye. Un alternateur et son régulateur de 75 ampères avec son faisceau spécifique remplacent le système d'origine de 50 A pour permettre d'alimenter les quatre phares additionnels, non installés. Un coupe-circuit, un câblage pour pare-brise chauffant et un câblage pour Trip-master sont aussi prévus.
En février-mars 1982, avec le retour du championnat de France mixte (sur asphalte et terre), Renault Sport optimise cette version « compétition-client » qui est alors dénommée Cévennes 2 et reste homologuée en groupe 4.
La version usine "Maxi-Cévennes", utilisée de 1980 à 1982 par le pilote officiel Jean Ragnotti, affiche une puissance de 270 ch, avec un système d'injection plus généreux, un échangeur air-eau au lieu de air-air, et bien d'autres modifications. Les disques de frein plus gros sont portés par des bols en aluminium et pincés par des étriers à 4 pistons. Cette augmentation de taille nécessite d'utiliser des roues au diamètre plus important (15 pouces au lieu de 13) ; cette version sera utilisée par les pilotes "semi-officiels" Bruno Saby et Jean-Luc Thérier en 1982.

### Type Tour de Corse "compétition-client" et "usine"

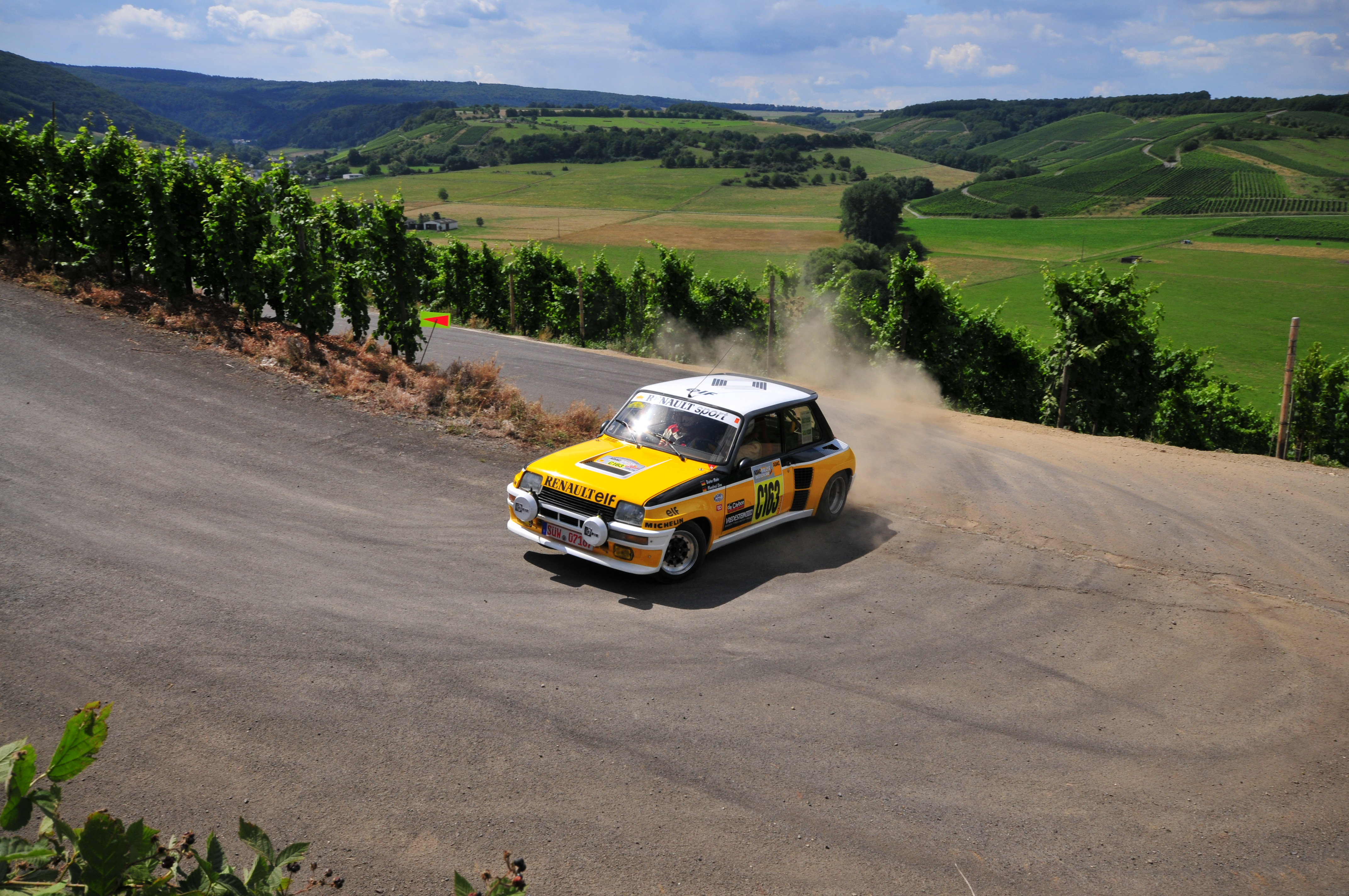
La Renault 5 Turbo "Cévennes" au rallye d'Allemagne en 2008 (catégorie véhicules historiques).

Après sa victoire au Tour de Corse 1982, Renault Sport veut faire bénéficier ses clients de l'expérience acquise au plus haut niveau avec les voitures d'usine, comme cela a été le cas avec la type Cévennes. La Renault 5 Turbo Tour de Corse répond à la nouvelle réglementation de la FISA sur le groupe B.
Dans la logique de sa politique « compétition-client », comme pour la Cévennes, Renault Sport vend la voiture clé en main (vingt voitures de couleur jaune Renault, les boucliers avant et arrière, tour de toit et bas de caisse de couleur blanche) ou commercialise un kit d'adaptation pour les voitures de série. L'arceau de sécurité passe de 10 à 16 points pour un poids total de 930 kg. L'aspect diffère par le bouclier avant présentant deux gros phares ronds au lieu des petits longue-portée rectangulaires.
La Tour de Corse client est aussi destinée à être modifiée pour évoluer vers la définition Maxi Groupe B conforme à la voiture officielle. La carrosserie est rigidifiée et composée d'une monocoque en tôle d'acier. Le moteur reste le bloc 1 397 cm3 suralimenté par un turbocompresseur  Garrett T3, aux spécifications proches de la version Cévennes "usine" (échangeur air-eau, échappement, turbo à soupape de décharge séparée...) augmentant la puissance entre 240 et 285 chevaux selon le kit d'équipement (les versions usine au Tour de Corse 1984 ont une puissance de 320 ch, celles du Rallye Monte-Carlo ayant une puissance moindre, environ 280 ch pour privilégier la souplesse sur des routes enneigées ou verglacées).
L'évolution du châssis par rapport à la version précédente réside dans l'adoption d'un train avant aux triangles de suspension plus larges, permettant un meilleur alignement des roues avant par rapport aux roues arrière. Une des caractéristiques de la voiture de série et de la "Cévennes" est l'étroitesse de la voie avant par rapport à la largeur de la voie arrière, rendant la voiture délicate à piloter dans les courbes à haute vitesse, notamment sous la pluie ou sur la neige.
La boîte de vitesses reçoit une pignonnerie rallye à 5 rapports. Les freins sont identiques à ceux de la Cévennes usine et un répartiteur de freinage manuel est installé dans l'habitacle. Les jantes "Minilite" reçoivent des pneus TRX Michelin.

### Maxi 5 Turbo

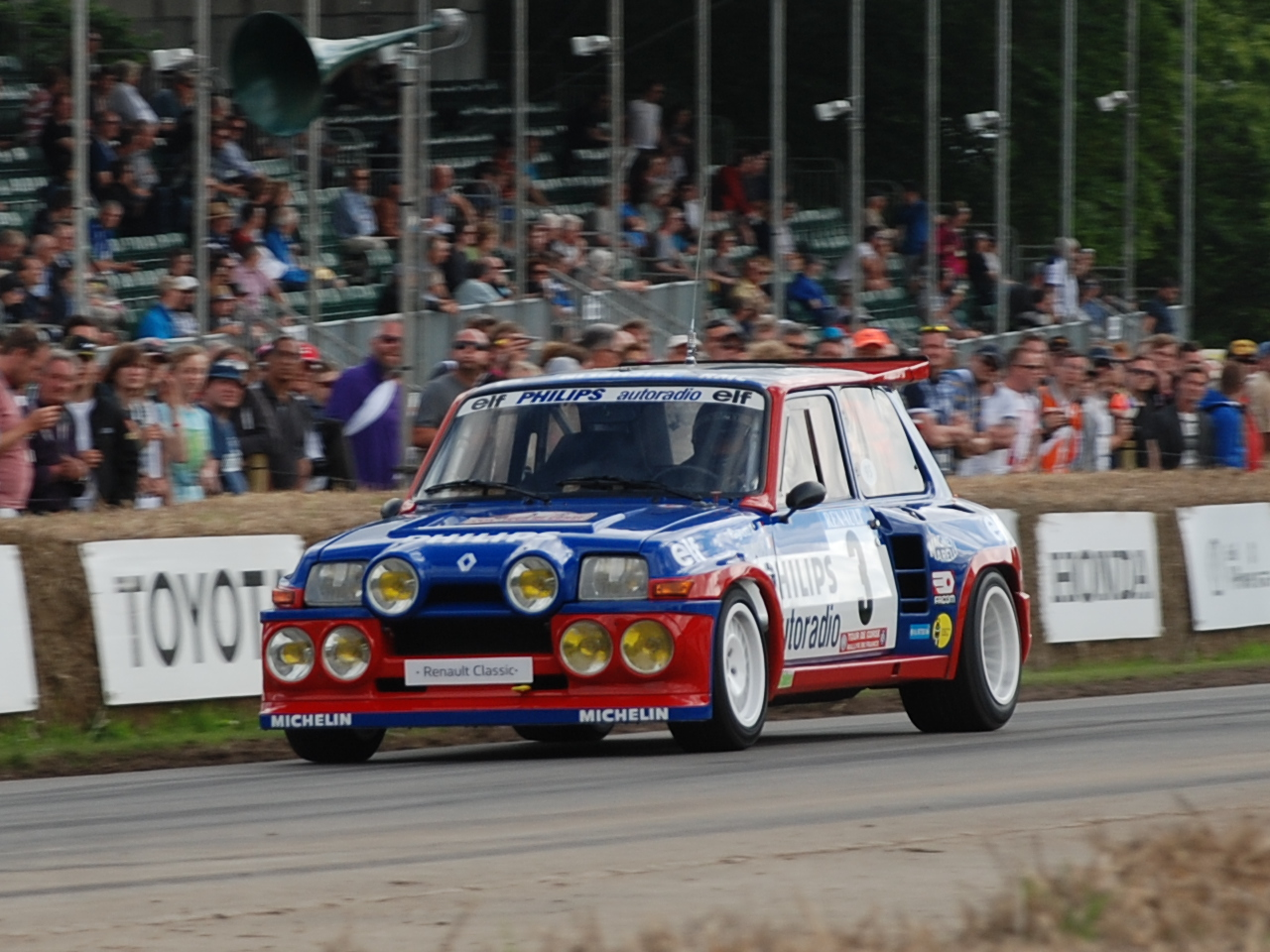
Jean Ragnotti au volant de sa Renault Maxi 5 Turbo.

Alors que les quatre roues motrices sont intouchables, la régie veut faire de la Renault Maxi 5 Turbo la plus performante des deux roues motrices sur l'asphalte en changeant de classe de cylindrée. Avec les nouvelles législations du groupe B, la Renault 5 Turbo était fortement pénalisée.
La refonte est donc totale et la Renault 5 Turbo dans son ultime version effectue un véritable bond en avant sur trois axes principaux : le moteur, les suspensions et l'aérodynamique.
Renault Sport commercialise vingt modèles clef en mains et il est impossible de disposer d'une "Maxi 5 Turbo" sans acheter un de ces 20 exemplaires. Toutes les voitures sont aux spécifications usine. La couleur est un blanc nacré. La carrosserie reçoit une coque en acier avec un pavillon en aluminium, la caisse est rigidifiée et la carrosserie est étudiée en soufflerie, l'avant présente six gros phares ronds intégrés en plus des phares communs à toutes les R5, et à l'arrière un énorme aileron est monté sur le hayon, les "piliers" le supportant servant de conduites d'air d'admission. L'arceau de sécurité 16 points est en aluminium et le poids total passe à 905 kg.
Le moteur reçoit un nouveau turbocompresseur agrémenté d'un système à dépression issu de la Formule 1 (DPV) faisant bénéficier d'une puissance de 350 ch au moteur quatre cylindres de 1 527 cm3. La boîte de vitesses reçoit une pignonnerie Rallye à 5 rapports, le train avant s'élargit encore, les freins comportent des disques ventilés au diamètre augmenté. Les pneus sont des TB 20 Michelin en 15 puis 16 pouces et les jantes monobloc sont des Speedline en magnésium.
Seulement 20 exemplaires furent produits dont certains, invendus, servirent de donneurs d'organes aux voitures de course officielles ou semi-officielles.

## Fin d'homologation
Après l'interdiction du Groupe B, fin 1986, décidée par la FIA (Fédération internationale de l'automobile) à la suite de nombreux accidents mortels, la R5 turbo continue sa carrière en France aux mains des pilotes amateurs dans le cadre du groupe F créé par la FFSA (Fédération Française du Sport Automobile); ce groupe permissif (qui aura cours jusqu'en 1999) ne requiert pas d'homologation et va faire naître des versions hybrides telles que R5 Tour de Corse à carrosserie de Maxi 5, l'apparition de boites de vitesse à 6 rapports, séquentielles ou pas, le montage de roues jusqu'à 18 pouces de diamètre... Les succès en rallyes régionaux ou nationaux seront innombrables sur une période de presque 20 ans.
À partir de la fin des années 2000, l'admission parmi les VHC (véhicules historiques de compétition) verra le retour des voitures conformes à leur homologation en groupe 4 ou groupe B.

## Les résultats en compétition

### Les victoires de la Renault 5 Turbo, en rallye et sur piste
1980 :
- Championnat de France des rallyes (Ragnotti, + 5 Alpine)
- Championnat du Maroc MC Olivar circuit Renault 5 maxi turbo (Ex. usine Renault / Philips)

1981 :
- Rallye Monte-Carlo (Ragnotti-Andrié)
- Championnat de France des rallyes (Saby)
- Championnat de Hongrie des rallyes (Ferjancz-Tandari)
- Rallye Lyon-Charbonnières (Saby-Sévelinge)
- Rallye de Lorraine (Saby-Sappey)
- Rallye du Mont-Blanc (Saby-Sappey)
- Rallye du Var (de Meyer-Brezot)
- Rallye Hebros (Ferjancz-Tandari)

L'Allemand Wolfgang Schütz remporte la Coupe d'Europe R5 Turbo (2e Jean Ragnotti, 3e Joël Gouhier).
1982 :
- Tour de Corse (Ragnotti-Andrié)
- Championnat de Hongrie des rallyes (Ferjancz-Tandari)
- Championnat de France des rallyes 2e Division (Sau-Albis)
- Rallye des Garrigues (Saby-Sappey)
- Critérium Alpin (Thérier-Vial)
- Rallye Terre de Provence (Chatriot-Peuvergne)
- Rallye du Mont-Blanc (Saby-Sappey)
- Rallye des 1000 Pistes (Thérier-Vial)
- Rallye Terre de Biarritz (Thérier-Vial)
- Rallye Hebros (Ferjancz-Tandari)
- Rallye Skoda (Ferjancz-Tandari)

Joël Gouhier remporte la Coupe d'Europe R5 Turbo (3e Jean Ragnotti).
1983 :
- Championnat d'Espagne des rallyes (Ortiz, copilotes Mínguez et Cabal)
- Critérium Alpin (Saby-Williams)
- Rallye Terre de Provence (Saby-Williams)
- Rallye d'Antibes (Thérier-Vial)
- Rallye du Danube (Ferjancz-Tandari)
- Rallye Saturne (Küzmič-Šali)
- Rallye de Croatie (Küzmič-Šali)

Le néerlandais Jan Lammers remporte la Coupe d'Europe R5 Turbo  (2e Joël Gouhier, 3e Dany Snobeck).
1984 :
- Championnat de France des rallyes (Ragnotti)
- Championnat de Suisse des rallyes (Ferreux-Audemars)
- Championnat de France des rallyes 2e Division (Bouscary-Guérin)
- Critérium Alpin-Behra (Ragnotti-Thimonier)
- Rallye du Mont Blanc (Ragnotti-Thimonier)
- Tour de France automobile (Ragnotti-Thimonier)
- Rallye du Danube (Ferjancz-Tandari)
- Rallye Hebros (Ferjancz-Tandari)
- Rallye Saturne (Küzmič-Šali)
- Rallye de Croatie (Küzmič-Šali)
- Coupe de France des rallyes Finale (Girardon-Provent)

Le néerlandais Jan Lammers remporte encore la Coupe d'Europe R5 Turbo  (3e Joël Gouhier).
1985 :
- Championnat du Portugal des rallyes (Moutinho-Fortes)
- Championnat de Suisse des rallyes (Ferreux-Audemars)
- Championnat d'Espagne des rallyes Terre (Barreras-Mínguez)
- Championnat de France des rallyes 2e Division (Serpaggi-Legall et Lelièvre)
- Tour de Corse (Ragnotti-Thimonier)
- Rallye du Touquet (Chatriot-Perin)
- Rallye du Mont Blanc (Chatriot-Perin)
- Tour de France Automobile (Ragnotti-Thimonier)
- Rallye d'Alsace (Ragnotti-Thimonier)
- Rallye du Var (Chatriot-Perin)
- Tour auto de la Réunion (De Meyer-Lions)
- Rallye d'Ypres (Ragnotti-Thimonier)
- Rallye du Danube (Ferjancz-Tandari)
- Rallye Vida (Ferjancz-Tandari)
- Rallye de Pologne (Küzmič-Šali)
- Rallye de Croatie (Küzmič-Šali)
- Rallye des îles Canaries (Sainz-Boto)
- Coupe de France des rallyes (Alibert-Guinot)

1986 :
- Championnat du Portugal des rallyes (Moutinho-Fortes)
- Championnat de France des rallyes 2e Division (Thomasse-Gorregues ; 2e de Meyer)
- 2e championnat de France des rallyes (Chatriot-Périn ; 3e du championnat d'Europe)
- 2e championnat d'Espagne des rallyes (Sainz-Boto)
- Tour du Portugal (Moutinho-Fortes)
- Rallye de Pologne (Küzmič-Šali)
- Rallye des îles Canaries (Sainz-Boto)
- Rallye des Garrigues (Chatriot-Perin)
- Critérium Alpin-Behra (Chatriot-Perin)
- Tour de France Automobile (Chatriot-Perin)
- Rallye du Var (Chatriot-Perin)
- Coupe de France des rallyes Coupe (Rauld-Pilon)

1987 :
- Championnat de France de Supertourisme (Comas, Renault 5 Turbo)
- Coupe de France des rallyes (Galpin-Galpin)
- Championnat de France de rallycross (Roussel, Maxi Turbo 4x4)
- Rallye des îles Canaries (Sainz-Boto)

1988 :
- Coupe de France des rallyes (Montagne-Perret) et Finale (Girardon-Berthoud). En 1988 la coupe est gagnée par Girardon-Berthoud sur R5 turbo mais Lionel Montagne est titré champion de France des rallyes régionaux sur R5GT turbo GrN.

1989 :
- Finale de la Coupe de France des rallyes (Thomas-Maurel)

1990 :
- Coupe de France des rallyes (Alibert-Pegeot)

### Autre victoire notable
- 24 Heures de Zolder (Endurance - 1re édition, Vanierschot et Raus)

### Groupe B
Elle sera ensuite remplacée en FIA Groupe A par la Renault 11 Turbo

## À l'écran
On notera l'apparition du second millésime de la R5 Turbo dans le James Bond Jamais plus jamais (1983). Celle-ci est conduite par une adversaire du fameux espion qui la poursuit sur une moto.
On la trouve aussi dans le film Dobermann (1997) et on la reconnaît dans le premier épisode de Dragon Ball.
Elle est aussi conduite par le commissaire Moulin dans l'épisode Le Patron (1982, saison 2, épisode 4). On peut l'apercevoir en modèle réduit dans le film Voisine de cœur avec Keri Russell, sorti en 1997, où elle est clairement identifiable sur l'étagère, filmée en gros plan aux côtés d'un petit joueur de Baseball hochant la tête sous les secousses de la scène d'amour finale. Dans le film À la recherche de la panthère rose (1982), conduite par la journaliste.

## Dans les jeux vidéo
La Renault 5 Turbo première génération apparaît notamment dans les séries Gran Turismo et Forza Motorsport, en version Maxi. Elle apparaît aussi dans Dirt 3 en version Cévennes. Elle est aussi présente dans les jeux V-rally 4 et  WRC2 . Ou encore, dans le célèbre jeu vidéo Grand Theft Auto V, dans lequel Rockstar Games a intégré la voiture sous le nom de "Penaud la Coureuse".